# Tu regalo soy yo
Tu regalo soy yo es un EP de corte navideño de la cantante mexicana Gloria Trevi lazado el 26 de noviembre de 2024 a través de su disquera independiente Great Talent Records. Los temas fueron producción de Eduardo Bladinieres y Gilberto Elguezabal junto con Gloria Trevi.

## Lanzamiento y promoción
El 25 de noviembre de 2024 se publicó el sencillo principal que da título al EP, «Tu regalo soy yo», acompañado de un vídeo musical publicado en la cuenta oficial de YouTube de Gloria Trevi.

## Listado de canciones
| Tu Regalo Soy Yo |                               |                                     |          |  |
| N.º              | Título                        | Escritor(es)                        | Duración |  |
| 1.               | «Tu regalo soy yo»            | Gloria Treviño, Marcela de la Garza | 2:36     |  |
| 2.               | «Mi Navidá (Pa pedirte a ti)» | Treviño, de la Garza                | 3:02     |  |
| 3.               | «Un ángel de Dios (Aleluya)»  | Treviño, de la Garza                | 3:36     |  |
| 9:14             |                               |                                     |          |  |